# قشلاق باباش العليا (مقاطعة بيله سوار)
قشلاق باباش العلیا (بالفارسية: قشلاق باباش علیا) هي منطقة سكنية تقع في إيران في أردبيل. يقدر عدد سكانها بـ 108 نسمة .